# 伊勒河畔康
伊勒河畔康（法語：Camps-sur-l'Isle，法語發音：[kɑ̃ syʁ lil]）是法国吉伦特省的一个市镇，属于利布尔讷区。该市镇总面积3.02平方公里，2009年时的人口为530人。

## 人口
伊勒河畔康人口变化图示